# Арне-сюр-Ньйон
Арне-сюр-Ньйон (фр. Arnex-sur-Nyon) — громада  в Швейцарії в кантоні Во, округ Ньйон.

## Географія
Громада розташована на відстані близько 115 км на південний захід від Берна, 39 км на південний захід від Лозанни.
Арне-сюр-Ньйон має площу 2 км², з яких на 8,6% дозволяється будівництво (житлове та будівництво доріг), 75,6% використовуються в сільськогосподарських цілях, 15,3% зайнято лісами, 0,5% не є продуктивними (річки, льодовики або гори).

## Демографія
2019 року в громаді мешкало 230 осіб (+70,4% порівняно з 2010 роком), іноземців було 23,5%. Густота населення становила 113 осіб/км².
За віковим діапазоном населення розподілялося таким чином: 26,5% — особи молодші 20 років, 62,2% — особи у віці 20—64 років, 11,3% — особи у віці 65 років та старші. Було 86 помешкань (у середньому 2,7 особи в помешканні).
Із загальної кількості 23 працюючих 9 було зайнятих в первинному секторі, 4 — в обробній промисловості, 10 — в галузі послуг.